# ヒズ・ガール・フライデー

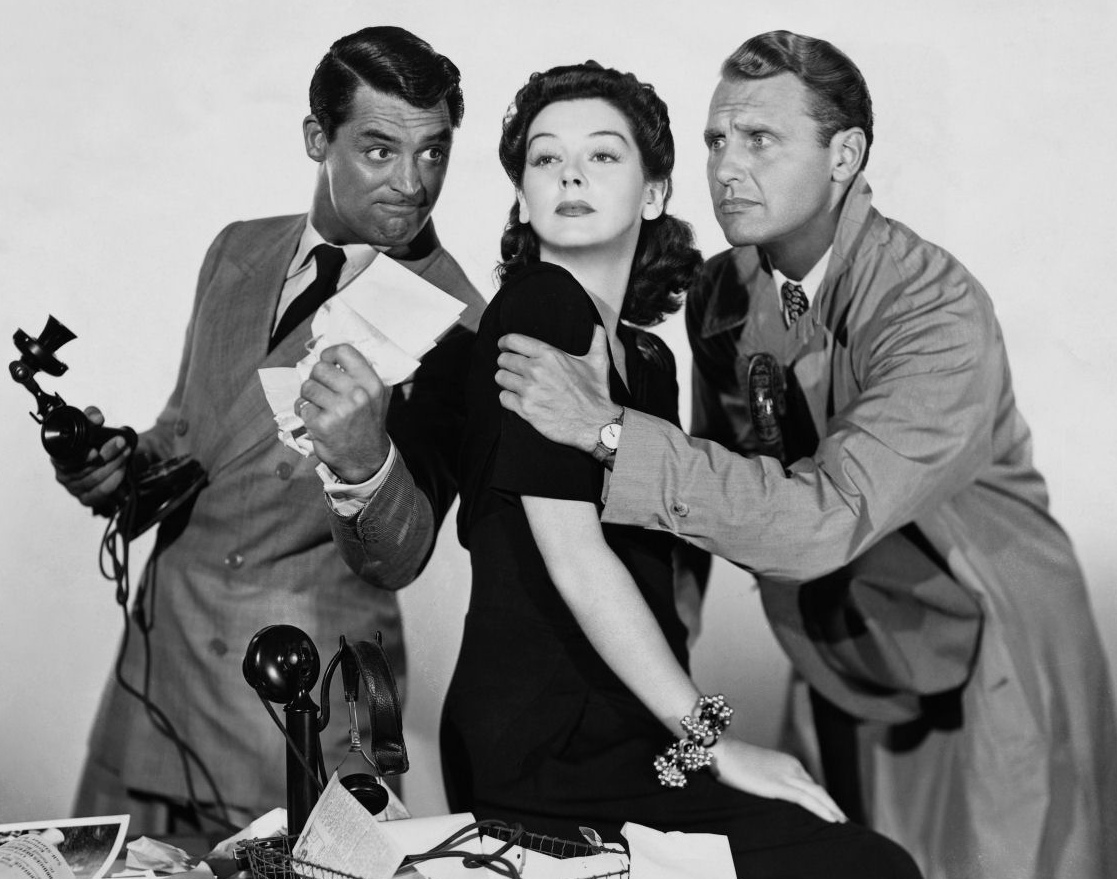
プロモーション用写真
（左からグラント、ラッセル、ベラミー）

『ヒズ・ガール・フライデー』（His Girl Friday）は、1940年にアメリカ合衆国のハワード・ホークスが監督したコメディ映画。スピード感あふれる台詞を見せ場にする、いわゆる「スクリューボール・コメディ」の代表作の1つとされる。ロザリンド・ラッセル演じる早口で威勢のいいヒルディは、ホークス的女性像の典型例とも言われている。1993年にアメリカ国立フィルム登録簿に登録された。
日本では『レディは敏腕記者』のタイトルでビデオ化されたことがある。

## ストーリー
映画は「新聞記者が殺人以外なら何でもやった古い時代…」というクレジットで始まる。
ウォルター・バーンズ（ケーリー・グラント）は、ニューヨークの大手新聞社で名を馳せている名物編集長。探偵を使った贈賄や窃盗もいとわない強引な手法で次々にスクープ記事を放ってきた。妻のヒルディ・ジョンソン（ロザリンド・ラッセル）は彼の同僚として働く敏腕記者だったが、ウォルターの強引な性格と、常に締め切りに追われる新聞記者暮らしに愛想をつかして離婚・退社。穏やかな性格の保険業者ブルース・ボードウィン（ラルフ・ベラミー）との再婚を決め、ブルースの実家があるオルバニー（ニューヨークの州都）で主婦として静かな暮らしを始めようとしていた。
しかしヒルディがニューヨークを離れる前日、最後の挨拶のためウォルターを訪ねると、ウォルターは様々な策を弄してヒルディの出発を遅らせる。そのころニューヨーク中の記者たちが追っていた大事件、警官殺しの容疑者へのインタビュー記事をヒルディに書かせるためである。
ヒルディは二度と新聞記者はごめんだと言いながら、ウォルターの懇請に負けて留置所へ入り込み、容疑者アール・ウィリアムズ（ジョン・カーレン）への取材に成功する。アールは既に死刑を宣告され、刑の執行を翌朝に控えていた。しかしヒルディは取材するうちに、腐敗したニューヨーク市長が選挙の宣伝に利用するためアールに無実の罪をきせて死刑を強行しようとしていることに気づき、政界の暗部を暴く大スクープの予感に夢中になっていく。
その間、ウォルターはヒルディの戻りを待っている再婚相手のブルースを、でっちあげの軽罪で何度も拘留させ続ける。そしてヒルディと共に記者室で猛烈な取材を開始する。彼らの動きに気づいた市長と保安官（ジーン・ロックハート）は、2人を逮捕するため記者室へ乗り込んでくるが、逮捕の瞬間、メッセンジャー（ビリー・ギルバート）が連邦政府からの死刑執行停止命令を運んでくる。
諦めた市長と保安官が帰って行き、再婚相手のブルースもまたヒルディが結局記者の世界を捨てられないことを悟り、破談を申し出て去ってゆく。
記者室に取り残されたウォルターはヒルディに愛を告白し、ヒルディはウォルターへの愛を再確認して、2人は2度目の新婚旅行を約束して抱き合うのだった。

## 評価
- ケーリー・グラントとロザリンド・ラッセルが早口でまくしたてる場面がほぼ全編を占めており、2人のロマンスそのものよりも、当意即妙な台詞のキャッチボールが映画の中心的な見せ場となっている[4]。こうした作品をコロンビア ピクチャーズは1934年の『或る夜の出来事』の大ヒット以来、繰り返し製作したため、早口の会話は「スクリューボール・コメディ」の重要な特徴と見做されるようになった[5]。
- ヒルディは自我が強く弁が立ち、新聞社のような男社会でも毅然とキャリアを築いているが、最終的には男の望む場所に落ちつき、男の元へ戻ってくるキャラクターとして描かれている。ハワード・ホークスはこうした女性を自作にたびたび登場させたため、ヒルディのような女性を指して「ホークス的女性（Hawksian Woman）」と呼ばれるようになった[6]。
- 題名の「ヒズ・ガール・フライデー」は「彼のお気に入りの娘」といった意味で、デフォーの『ロビンソン・クルーソー』で忠実な現地人の下僕となった「フライデー」にちなんでいる[5]。
- ベン・ヘクトとチャールズ・マッカーサーの戯曲『フロント・ページ（英語版）』をハワード・ホークスが脚色した作品で、同原作戯曲の映画化は1931年の『犯罪都市』に続き2度目である[7]。原作戯曲に対する変更点として、ヒルディを女性にし、ウォルターの元妻としている[8]。また1974年にはビリー・ワイルダー監督によって再び映画化されている（『フロント・ページ』）。

## キャスト
- ウォルター・バーンズ: ケーリー・グラント
- ヒルデガルド・“ヒルディ”・ジョンソン: ロザリンド・ラッセル
- ブルース・ボードウィン: ラルフ・ベラミー
- ボードウィン夫人: アルマ・クルーガー - ブルースの母親。
- ピーター・B・ハートウェル保安官: ジーン・ロックハート
- フレッド市長: クレランス・コルブ（英語版）
- “ダイアモンド・ルイ”・パルトソー: アブナー・ビーバーマン
- アール・ウィリアムス: ジョン・カーレン（英語版）
- モリー・マロイ: ヘレン・マック（英語版） - アールのガールフレンド。
- マーフィー記者: ポーター・ホール（英語版）
- ロイ・V・ベニシンガー記者: アーネスト・トルエックス（英語版）
- エンディコット記者: クリフ・エドワーズ
- マッキュー記者: ロスコー・カーンズ（英語版）
- ウィルソン記者: フランク・ジェンクス（英語版）
- サンダース記者: レジス・トゥーメイ（英語版）
- ダフィー: フランク・オース（英語版） - ウォルターのコピーエディター。
- ジョー・ペティボーン: ビリー・ギルバート
- ワーデン・クーリー: パット・ウェスト（英語版）
- マックス・J・エッゲルホッファー博士: エドウィン・マクスウェル（英語版）

## 関連文献
- Bordwell, David. "My girl Friday, and his, and yours" (Observations on film art, Jan. 16, 2017)
- Goldin, Jay. "The Crazy World of His Girl Friday (1940)" (Bright Lights, Nov. 10, 2016)
- Roth, Marty. "Slap-Happiness: The Erotic Contract of ‘His Girl Friday’" (Screen, Volume 30, Issue 1-2, Winter-Spring 1989, Pages 160–175)